# 1973 en Nouvelle-Écosse
Chronologie de la Nouvelle-Écosse
- 1969
- 1970
- 1971
- 1972
- 1973
- 1974
- 1975
- 1976
- 1977

Cette page concerne des événements qui se sont produits durant l'année 1973 dans la province canadienne de la Nouvelle-Écosse.

## Politique
- Premier ministre : Gerald Regan
- Chef de l'Opposition :
- Lieutenant-gouverneur : Victor deBedia Oland puis Clarence L. Gosse
- Législature :